# 陈伟星
陈伟星（1983年4月2日—），浙江上虞人，中国企业家。

## 生平
- 2003年考入浙江大学建筑工程学院，就读于土木工程专业。
- 2006年8月，成立杭州泛城科技有限公司。
- 2010年6月，成为浙江省青年企业家协会会员。
- 2012年成立快的打车。